# Igrzyska Panamerykańskie 1963
IV Igrzyska Panamerykańskie odbyły się w São Paulo we wschodniej Brazylii w dniach 10 kwietnia – 5 maja 1963 r. W zawodach udział wzięło 1665 sportowców z 22 państw. Sportowcy rywalizowali w 160 konkurencjach w 21 sportach. Najwięcej medali zdobyli reprezentanci USA – 199. 

## Państwa uczestniczące w igrzyskach
| - Argentyna - Antyle Holenderskie - Bahamy - Barbados - Brazylia - Chile - Ekwador - Gujana | - Gwatemala - Jamajka - Kanada - Kostaryka - Kuba - Meksyk - Panama - Peru | - Portoryko - Salwador - Stany Zjednoczone - Trynidad i Tobago - Urugwaj - Wenezuela |

## Dyscypliny i rezultaty
| - Baseball (szczegóły) - Boks (szczegóły) - Gimnastyka (szczegóły) - Jeździectwo (szczegóły) - Judo (szczegóły) - Kolarstwo (szczegóły) - Koszykówka (szczegóły) - Lekkoatletyka (szczegóły) - Pięciobój nowoczesny (szczegóły) - Piłka nożna (szczegóły) | - Piłka siatkowa (szczegóły) - Piłka wodna (szczegóły) - Pływanie (szczegóły) - Pływanie synchroniczne (szczegóły) - Podnoszenie ciężarów (szczegóły) - Skoki do wody (szczegóły) - Strzelectwo (szczegóły) - Szermierka (szczegóły) - Tenis ziemny (szczegóły) - Wioślarstwo (szczegóły) - Zapasy (szczegóły) |

## Tabela medalowa
| Miejsce | Kraj                | Złoto | Srebro | Brąz | Razem |
| 1       | Stany Zjednoczone   | 106   | 56     | 37   | 199   |
| 2       | Brazylia            | 14    | 20     | 18   | 52    |
| 3       | Kanada              | 11    | 27     | 26   | 64    |
| 4       | Argentyna           | 8     | 15     | 16   | 29    |
| 5       | Kuba                | 4     | 6      | 4    | 14    |
| 6       | Urugwaj             | 4     | 1      | 8    | 13    |
| 7       | Wenezuela           | 3     | 5      | 9    | 17    |
| 8       | Meksyk              | 2     | 8      | 15   | 25    |
| 9       | Chile               | 2     | 2      | 6    | 10    |
| 10      | Trynidad i Tobago   | 1     | 1      | 2    | 4     |
| 11      | Gujana              | 1     | 0      | 0    | 1     |
| 12      | Antyle Holenderskie | 0     | 4      | 2    | 6     |
| 13      | Jamajka             | 0     | 2      | 2    | 4     |
| 13      | Portoryko           | 0     | 2      | 2    | 4     |
| 15      | Gwatemala           | 0     | 2      | 0    | 2     |
| 16      | Panama              | 0     | 1      | 3    | 4     |
| 17      | Peru                | 0     | 1      | 1    | 2     |
| 18      | Barbados            | 0     | 0      | 3    | 3     |